# Lucifuga spelaeotes
Lucifuga spelaeotes là một loài cá thuộc họ Bythitidae. Nó là loài đặc hữu của Bahamas.